# Heros
Heros és un gènere de peixos pertanyent a la família dels cíclids que es troba a Sud-amèrica.

## Taxonomia
- Heros efasciatus (Heckel, 1840)[3]
- Heros notatus (Jardine, 1843)[4]
- Heros severus (Heckel, 1840)[5]
- Heros spurius (Heckel, 1840)[6][7][8][9][10][11][12]